# Liu Yunshan
Liu Yunshan, född 1947, är en kinesisk kommunistisk politiker på nationell nivå som hade ett viktigt ansvar för kommunistpartiets propaganda. Han innehade sedan 2012 stol nummer 5 i politbyråns ständiga utskott, kommunistpartiets mäktigaste organ.

## Bakgrund
Liu härstammar från Xinzhou i Shanxi-provinsen, men föddes nära Baotou i Suiyuan-provinsen i det som idag är Inre Mongoliet och tillbringade större delen av sin tidiga karriär i regionen.

## Karriär

### Lärare och journalist (1964-1982)
Liu studerade till lärare i Jining i Inre Mongoliet 1964-1968 och undervisade därefter ett år vid Bashen-skolan i banneret Vänstra Tumed, som tillhör regionhuvudstaden Hohhot. Under denna period ska han enligt den officiella biografin samtidigt med undervisningen ha ägnat sig åt fysiskt arbete i folkkommunen Subogan som fanns inom Vänstra Tumeds gränser.
Han lämnade läraryrket 1969 för att börja arbeta i banerets propagandaavdelning, där han så småningom gick med i Kinas kommunistiska parti i april 1971. Han fick 1975 jobb som journalist för nyhetsbyrån Xinhua med inriktning mot jordbruksfrågor. Med tiden blev han vice chef för Xinhuas avdelning i Inre Mongoliet och ledamot av organisationens partiutskott. Han studerade 1981 fem månader vid Centrala partiskolan i Beijing.

### Provinspolitik (1982-)
Liu blev 1982 vice ordförande i Inre Mongoliets avdelning av Kommunistiska ungdomsförbundet och fick 1984 även yrkesmässigt flytta upp på provinsnivå som vice ordförande i regionens propagandaavdelning, där han blev full ordförande 1986 och därmed kom in i regionens partistyrelse. Året därpå blev han chef för regionens byråkrati.
Liu blev 1991 partisekreterare för staden Chifeng samtidigt som han satt kvar i den regionala partistyrelsen, och 1992 även vice ordförande för hela Inre Mongoliets partiavdelning.

### Rikspolitik (1993-2012)
Nästa befordran kom 1993 när Liu fick flytta till Beijing som vice ordförande för den centrala propagandaavdelningen. Där var han bland annat ansvarig för "Kontoret för uppbyggandet av andlig civilisering".
På partikongressen 2002 kom Liu in i Politbyrån och blev samtidigt högste chef för propagandaavdelningen och ordförande i sekretariatet.

### Ständiga utskottet (2012-2017)
På kongressen 2012 valdes Liu in i Politbyråns ständiga utskott på plats nummer fem. I samband med detta lämnade han formellt posten som chef för propagandaavdelningen och var bara ordförande i sekretariatet. I praktiken var det dock fortfarande Liu som hade sista ordet i frågor som rörde media och propaganda. Då Liu fyllde 70 år 2017 fick han enligt dåvarande regler inte ställa upp till omval på kongressen samma år.